# Göteborgs Curlinghall
Göteborgs curlinghall är en idrottshall som ligger på Lundbystrand i Göteborgsstadsdelen Lundbyvassen. Hallen byggdes 2001 i en verkstadslokal på Götaverkens gamla varvsområde. Hallen används enbart till curling och har fyra banor. Verksamheten bedrivs av Göteborgs Curlingklubb som bildades 1917.